# Hemithyrsocera macifera
Hemithyrsocera macifera es una especie de cucaracha del género Hemithyrsocera, familia Ectobiidae.

## Distribución
Esta especie se encuentra en Laos y China (Yunnan y Guangxi).